# Вариация однолистной функции
Вариация однолистной функции — понятие теории однолистных функций.
Для определения вариации рассмотрим однолистную функцию {\displaystyle f(z)} комплексного переменного {\displaystyle z} в некоторой области {\displaystyle D} плоскости и зависящее от вещественного параметра {\displaystyle \lambda }, где {\displaystyle 0\leqslant \lambda \leqslant \Lambda ,\;\Lambda >0}, семейство {\displaystyle F(z,\;\lambda )} функций, также однолистных в {\displaystyle D} при каждом фиксированном {\displaystyle \lambda \in [0,\;\Lambda ]}. Составим разность {\displaystyle F(z,\;\lambda )-F(z,\;0)\equiv \Phi (z,\;\lambda )}, считая при этом, что {\displaystyle F(z,\;0)=f(z)}.
Тогда вариацией {\displaystyle n}-го порядка, или {\displaystyle n}-й вариацией ({\displaystyle n=1,\;2,\;\ldots }) однолистной функции {\displaystyle f(z)} по семейству {\displaystyle F(z,\;\lambda )} называется коэффициент {\displaystyle q_{n}(z)} при {\displaystyle \lambda ^{n}} в разложении {\displaystyle \Phi (z,\;\lambda )} по параметру {\displaystyle \lambda } при условии, что остаточный член
{\displaystyle \varphi _{n}(z,\;\lambda )=\Phi (z,\;\lambda )-q_{1}(z)\lambda -q_{2}(z)\lambda ^{2}-\ldots -q_{n}(z)\lambda ^{n}}
имеет порядок малости более высокий, чем {\displaystyle \lambda ^{n}}, равномерно относительно {\displaystyle z} или в области {\displaystyle D}, или внутри {\displaystyle D}, или в замыкании {\displaystyle D}. Выбор одного из указанных дополнительных условий обычно предопределяется задачей, в исследовании которой используются вариационные методы, связанные с вариацией однолистной функции.
Впервые вычисления и применения вариаций первого порядка однолистных функций были проведены Ж. Адамаром, а позднее М. А. Лаврентьевым.
Получение вариаций в некотором классе однолистных функций может представлять весьма сложную самостоятельную задачу, что связано с нелинейностью семейств этих функций. Задача решена только для некоторых классов функции в односвязных и многосвязных областях.